# ISTAO
L'Istituto Adriano Olivetti di studi per la gestione dell'economia e delle aziende, noto come ISTAO, è una scuola manageriale di Ancona, sorta nel 1967 su iniziativa dell'economista anconetano Giorgio Fuà.
L'ISTAO opera nell'ambito della formazione post lauream e della ricerca in campo economico e finanziario. L'ISTAO è intitolato ad Adriano Olivetti, il celebre imprenditore piemontese, per molti anni titolare della Olivetti, che si distinse per le lungimiranti intuizioni sulle responsabilità sociali dell'attività economica, con il quale Fuà aveva collaborato negli anni quaranta.
L'ISTAO viene fondato nel 1967 nell'ambito della neonata Facoltà di Economia di Ancona, all'interno della quale un gruppo di persone, guidate proprio da Giorgio Fuà, cominciò ad interessarsi alla sperimentazione di nuove vie nella didattica e nella ricerca.
Partendo da tali presupposti, l'ISTAO ha dunque sviluppato nel corso degli anni metodologie, tecniche e sistemi d'insegnamento e di partecipazione che lo differenziano fortemente dal sistema universitario italiano: a tutt'oggi l'istituto si caratterizza per il suo stretto legame con il tessuto economico regionale (il modello produttivo marchigiano, costruito sin dal dopoguerra su di una sapiente integrazione tra creatività ed internazionalizzazione) e nazionale, oltre che per il taglio manageriale e sostanzialmente pratico dei suoi insegnamenti.
All'ISTAO la formula apprendere producendo prevale (senza però escluderla) su quella apprendere ascoltando le lezioni.

## Storia
Fin dai primi anni di attività dell'istituto, Fuà ed i suoi collaboratori maturano la convinzione che debba esserne accentuata l'impostazione professionale (quindi non accademica).
Negli anni settanta la base sociale dell'ISTAO viene allargata: oltre alla categoria dei soci ordinari, formata da personalità con la funzione di garantire la validità scientifica delle iniziative, viene istituita la categoria dei soci sostenitori, costituita da enti ed imprese con la funzione di assicurare all'istituto la base finanziaria ed uno stretto legame con il tessuto economico circostante. Tale impostazione, mantenuta con successivi miglioramenti fino al giorno d'oggi, ha di fatto permesso all'ISTAO di avere costantemente a disposizione preziosi contributi nelle attività di ricerca e di insegnamento da parte di professionisti ed esperti in ogni ramo delle scienze economiche, e di facilitare inoltre l'ingresso dei propri allievi nel modo del lavoro.
La riforma dell'Istituto del 1995, fortemente voluta ancora da Fuà, ha ulteriormente esplicitato la vocazione dell'ISTAO alla formazione dell'imprenditorialità e non semplicemente di generiche capacità di gestione aziendale: nello Statuto infatti viene specificato che l'ISTAO si impegna a curare lo sviluppo dell'imprenditorialità intesa come impegno morale e come capacità operativa.
Nel 1997 Fuà lascia la presidenza dell'Istituto (di cui rimarrà Presidente Onorario fino alla morte, avvenuta nel 2000). Gli succede Sabino Cassese, che resta in carica fino al 2000.
Dal 2000 al 2008 è stato presidente Paolo Pettenati, affiancato dalla vicepresidenza di Valeriano Balloni a partire dal 2004.
Dal 2008 al 2011 è stato presidente Adolfo Guzzini, figura di spicco dell'imprenditoria marchigiana, ancora con la vicepresidenza di Valeriano Balloni.
Nel 2011 la presidenza passa a Andrea Merloni, presidente di Indesit Company, con la vicepresidenza del prof. Gian Luca Gregori, Prorettore dell'Università Politecnica delle Marche, e il supporto nel ruolo di direttore scientifico del prof. Valeriano Balloni. Nel 2015 viene eletto presidente Pietro Marcolini, già Assessore al Bilancio, Credito, Patrimonio e Trasporti per la Regione Marche, ed attualmente dirigente d'azienda e professore di Economia nelle Università di Ancona ed Urbino.

## Corsi principali
Il master principale organizzato annualmente dall'ISTAO, ed incentrato su:
- strategia e la gestione d'impresa (si tiene ininterrottamente dal 1967).

Accanto ad esso vengono organizzati semestralmente ed annualmente altri master e corsi:
- International Management
- Tecnologie e Management dell'Innovazione
- Finanza d'impresa.

Ogni corso prevede moduli didattici con una spiccata impronta pratica e partecipativa. Inoltre sono numerosi i momenti di contatto con il mondo dell'impresa regionale e nazionale. Ogni corso prevede infine un periodo di stage in azienda.
Da anni l'ISTAO collabora con diverse università straniere, come l'Università dell'Ohio e l'Università nazionale dell'Irlanda nella realizzazione di corsi congiunti e di periodi di formazione all'estero.
L'ingresso ai corsi è subordinato al superamento di selezioni valutate da un'apposita commissione, costituita da professionisti dell'ISTAO e da rappresentanti del mondo imprenditoriale ed accademico.

## Sedi
- Dal 1967 al 1969: palazzo dell'Arcivescovado, piazza del Senato, Ancona
- Dal 1969 al 1970: via Oddo Di Biagio 2, Ancona
- Dal 1970 al 1972: Corso Garibaldi 78, Ancona
- Dal 1972 al 1998: Villa Beer, via delle Grazie 7, Ancona
- Dal 1999: Villa Favorita, via Zuccarini 15, Ancona. Dal dicembre 2019 l'indirizzo cambia in Largo Giorgio Fuà

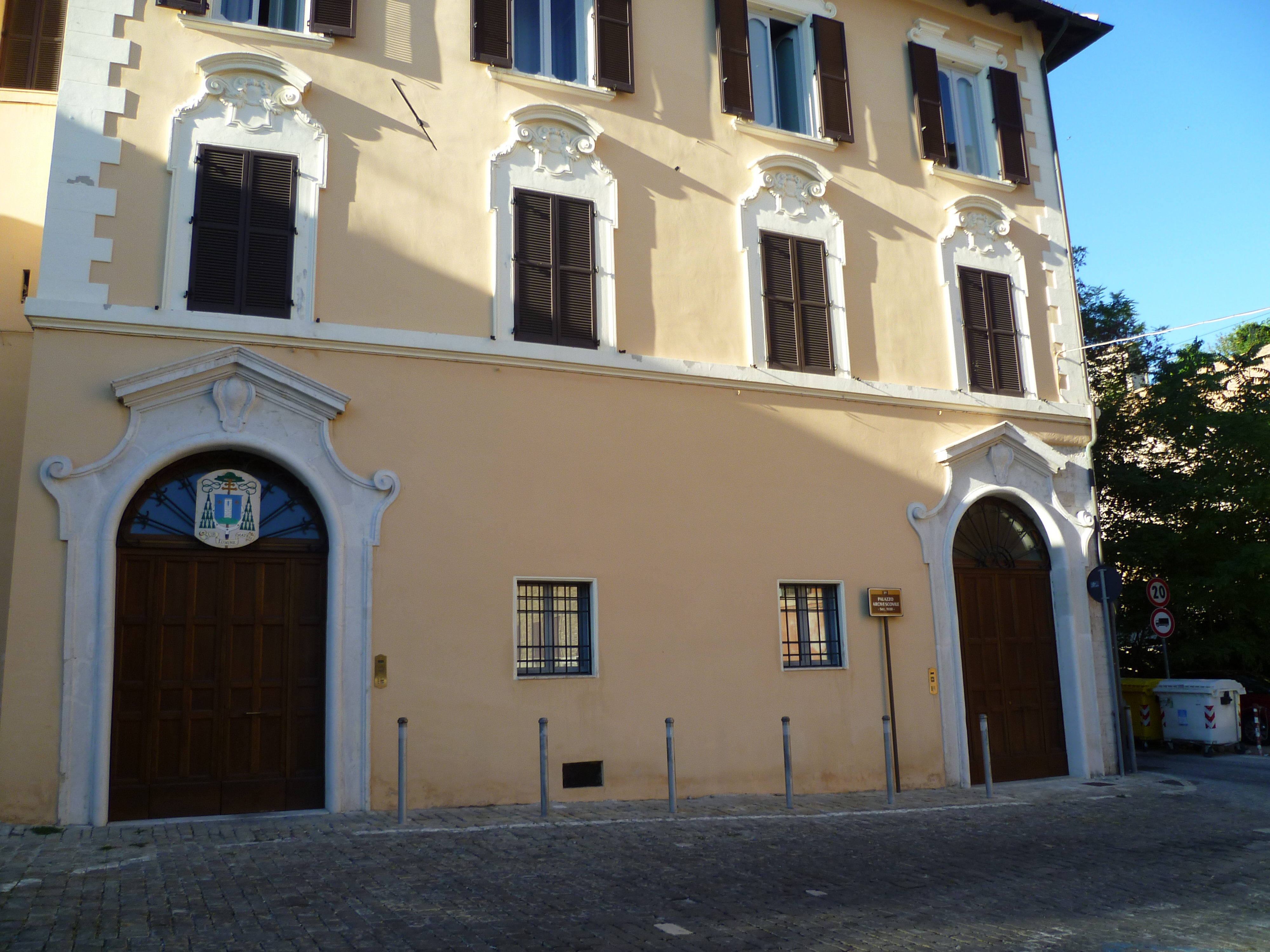
Palazzo Arcivescovado
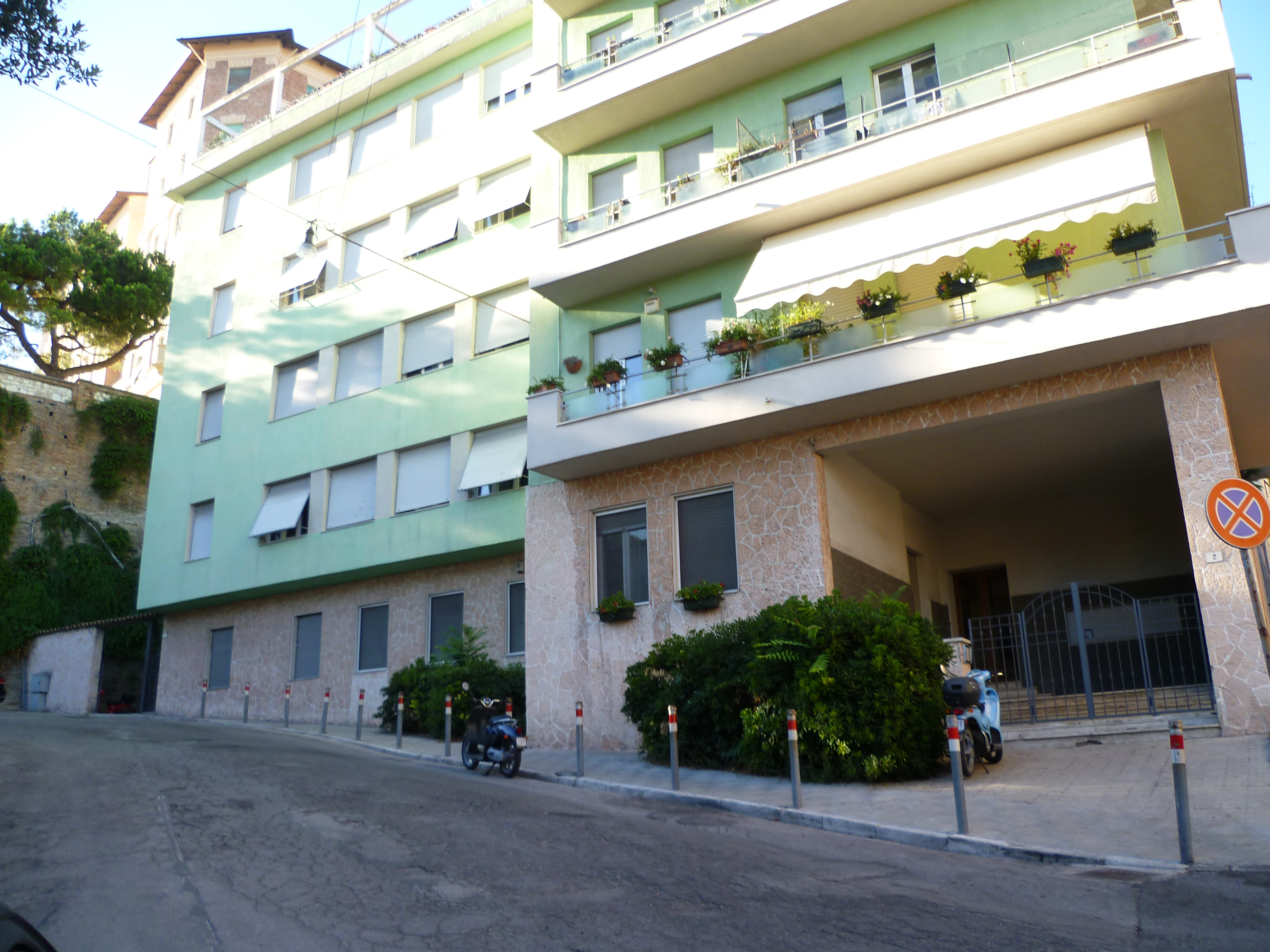
Via Oddo di Biagio 2
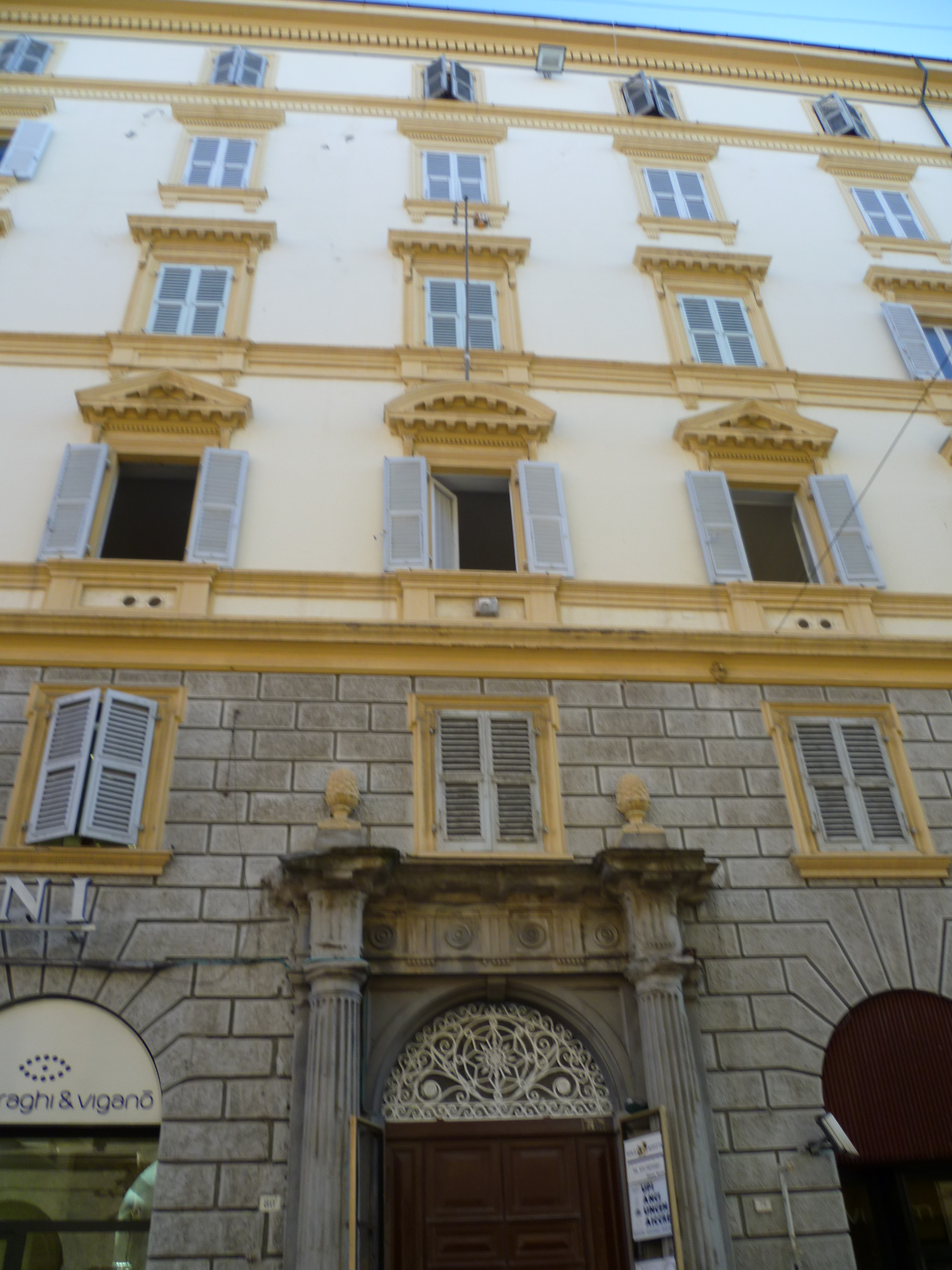
Corso Garibaldi 78
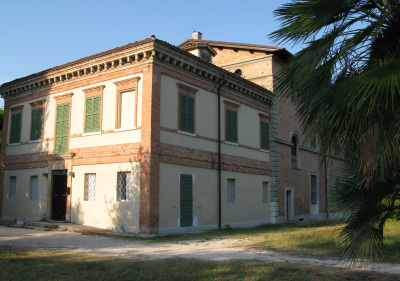
Villa Beer
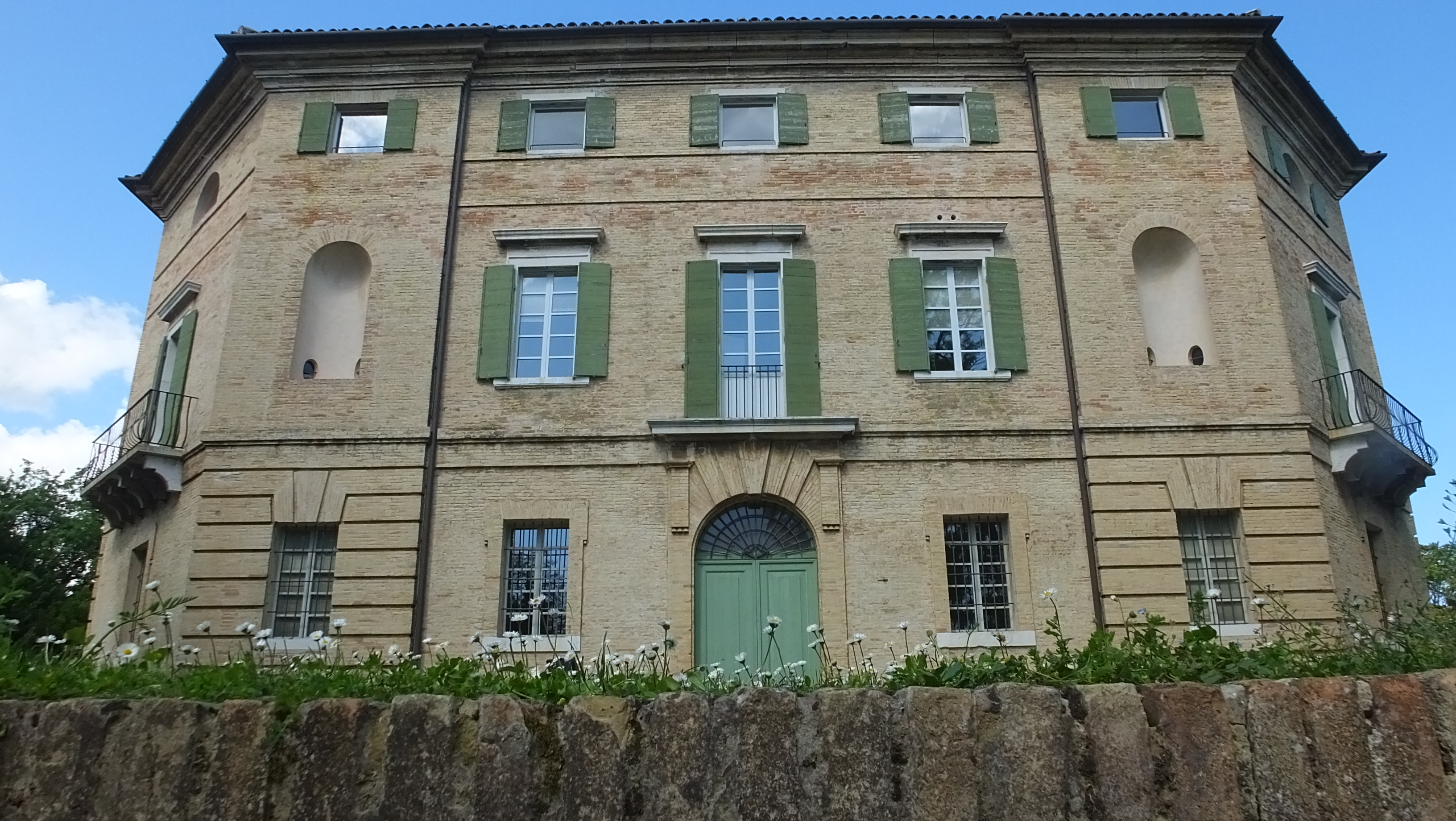
Villa Favorita

## Persone legate all'ISTAO

### Presidenti
- Dal 1967 al 1997: Giorgio Fuà, economista
- dal 1997 al 2000: Sabino Cassese, giurista e giudice della Corte Costituzionale
- dal 2000 al 2008: Paolo Pettenati, economista. Vicepresidenti Carlo Amicucci dal 2002 al 2004 e Valeriano Balloni dal 2004 al 2008
- dal 2008 al 2011: Adolfo Guzzini, imprenditore e presidente di iGuzzini  Illuminazione. Vicepresidente Valeriano Balloni
- dal 2011 al 2015: Andrea Merloni, imprenditore e presidente di Indesit Company. Vicepresidente Gianluca Gregori
- dal 2016 al 2022: Pietro Marcolini, dirigente d'azienda e professore presso l'Università Politecnica delle Marche e l'Università degli Studi di Urbino Carlo Bo
- dal 2022: Mario Baldassarri, economista

### Lezioni inaugurali dei corsi[9]
- 1974-75: Giorgio Ruffolo
- 1977-78: Franco Modigliani
- 1978-79: Filippo Maria Pandolfi
- 1979-80: Antonio Giolitti
- 1980-81: Giorgio La Malfa
- 1981-82: Franco Reviglio
- 1982-83: Giuseppe De Rita
- 1983-84: Romano Prodi
- 1984-85: Carlo De Benedetti
- 1985-86: Carlo Azeglio Ciampi
- 1986-87: Mario Schimberni
- 1987-88: Cesare Romiti
- 1988-89: Antonio Maccanico
- 1989-90: Sergio Pininfarina
- 1990-91: G. Dioguardi, G. Marongiu, S. Zoppi
- 1991-92: Filippo Maria Pandolfi
- 1993-94: Luigi Abete
- 1994-95: Sabino Cassese
- 1995-96: Attilio Zuliani
- 1996-97: Giacomo Vaciago
- 1997-98: Enrico Bondi
- 1998-99: Sabino Cassese
- 1999-00: Maurizio Sella, presidente ABI e a.d. Banca Sella
- 2000-01: Tommaso Padoa-Schioppa, BCE
- 2001-02: Angelo Tantazzi, presidente Prometeia SpA e presidente Borsa Italiana spa
- 2002-03: Luigi Spaventa, presidente Consob
- 2003-04: Rainer Stefano Masera, presidente Sanpaolo IMI
- 2004-05: Pietro Modiano, direttore generale Sanpaolo IMI
- 2005-06: Francesco Caio, a.d. Cable & Wireless
- 2006-07: Andrea Guerra, a.d. Luxottica
- 2007-08: Vittorio Merloni, presidente Indesit Company
- 2008-09: Roberto Poli, presidente Eni
- 2009-10: Brunello Cucinelli, presidente Brunello Cucinelli Spa
- 2010-11: Diego Della Valle, presidente Tod's
- 2011-12: Innocenzo Cipolletta, presidente UBS Italia SIM Spa
- 2012-13: Dominick Salvatore, economista e professore alla Fordham University
- 2013-14: Guido Barilla, presidente Barilla
- 2014-15: Carlo Ratti, Direttore del MIT Senseable City Laboratory e del MIT Italy Program, Massachusetts Institute of Technology
- 2015-16: Romano Prodi
- 2016-17: Oscar Farinetti, imprenditore, founder di Eataly
- 2017-18: Pierluigi Ciocca, economista, banchiere e Accademico dei Lincei
- 2018-19: Paolo Merloni, Presidente del Cda di Ariston Thermo Group
- 2022-23: Alberto Clô, già Ministro dell’Industria e Professore Università di Bologna, Direttore RIE – Ricerche Industriali ed Energetiche
- 2023-24: Alessandro Acquisti, Professore di Tecnologia Informatica e Politiche pubbliche, Heinz College, Carnegie Mellon University, Pittsburgh, Pennsylvania
- 2024-25: Bruno Coppi, Professore Emerito di fisica del plasma, della ricerca sulla fusione nucleare, della fisica spaziale e dell’astrofisica del plasma, MIT